# Manuel Angelos Philanthropenos
Manuel Angelos Philanthropenos (mittelgriechisch Μανουήλ Ἂγγελος Φιλανθρωπηνός; * vor 1373; † nach 1420) war als byzantinischer Vasall Herr von Thessalien von ca. 1390/1392 bis zur Eroberung durch die Osmanen 1394.

## Leben
Manuel entstammte dem byzantinischen Adelsgeschlecht der Philanthropenoi, die seit der Mitte des 13. Jahrhunderts zur Spitze der byzantinischen Militäraristokratie zählten. Er war sehr wahrscheinlich der Sohn (oder Bruder, Neffe) des Alexios Angelos Philanthropenos, der Thessalien seit 1373 regierte, und verwandt mit dem letzten nemanjidischen Zaren von Thessalien, Jovan Uroš.
Als Alexios um 1390 starb, übernahm Manuel Philanthropenos die Herrschaft in Trikala. Wie schon sein (mutmaßlicher) Vater erkannte er spätestens 1392/93 die Suzeränität des Byzantinischen Reiches an und erhielt dafür im Gegenzug von Kaiser Manuel II. Palaiologos (vielleicht auch schon von dessen Vorgänger Johannes V.) den Kaisar-Titel zugestanden. 1393 griffen die Osmanen unter Sultan Bayezid I., die zuvor schon Thessaloniki erobert hatten, mit einer großen Streitmacht Thessalien an, besetzten die Provinz und zwangen Manuel im folgenden Jahr zur Flucht nach Konstantinopel. Er sollte der letzte christliche Herrscher der Region bis zum Anschluss an das Königreich Griechenland im Jahr 1881 bleiben.
Im Dienste Kaiser Manuels II. war Manuel Philanthropenos 1395/96 und noch einmal 1420 als Gesandter in Ungarn. Zeitpunkt und Umstände seines Todes sind unbekannt. Seine Tochter Anna Philanthropene heiratete 1395 Kaiser Manuel III. von Trapezunt. Wahrscheinlich war Manuel Philanthropenos der Großvater des serbischen Fürsten Mihailo Anđelović und des osmanischen Großwesirs Mahmud Pascha.